# کلش ات د کسل (۲۰۲۲)
دبلیو دبلیوئی کِلَش اَت دِ کَسِل (به انگلیسی: WWE Clash At The Castle) یک رویداد غیر رایگان (Pay-Per-View) در کشتی حرفه‌ای است که توسط کمپانی دبلیودبلیوئی و برای هر دو برند راو و اسمک‌داون تهیه می‌شود و این دوره‌اش هم در ۳ سپتامبر ۲۰۲۲ در ورزشگاه میلنیوم (پرینسپلیتی) شهر کاردیف در کشور ولز برگزار شد. این اولین رویداد با نام کلش ات د کسل و اولین رویداد غیر رایگان (Pay-Per-View) کمپانی دبلیودبلیوئی بعد از اینسورکشن ۲۰۰۳ در بریتانیا بود. نام این رویداد برگرفته از قلعه ای در نزدیکی ورزشگاه میلنیوم به نام قلعه کاردیف است. 
هفت مسابقه در این رویداد برگزار شد که یکی از آن ها در پری شو بود.
در مسابقه اصلی این رویداد، رومن رینز توانست درو مکینتایر را شکست دهد تا هر دو کمربند یونیورسال و دبلیودبلیوئی را حفظ کند. در سایر مسابقات مهم ست رولینز، مت ریدل را شکست داد و گانتر نیز شیمس را برد تا کمربند قهرمانی بین قاره‌ای را حفظ کند.

## زمینه سازی

رویداد کلش ات د کسل سال 2022 که در ولز برگزار شد.

کلش ات د کسل شامل مسابقاتی بین دشمنی‌های موجود، ماجراهای پیش آمده و استوری‌هایی خواهد بود که پیش از این در برنامه‌های را و اسمَک‌دَون پخش شده بود. کشتی‌گیرها با توجه به مسابقات یا سری اتفاقاتی که برایشان رخ می‌دهد و تنش را به حداکثر می‌رساند، نقش منفی یا قهرمان به خود می‌گیرند و در این رویداد به مسابقه و رقابت می‌پردازند.

### رومن رینزدر مقابلدرو مکینتایر
در یکی از شو های اسمک‌ داون، درو مکینتایر قرار بود برای تعیین حریف رومن رینز در کلش ات د کسل با هموطن بریتانیایی خود یعنی شیمس روبرو شود. از آنجایی که شیمس تظاهر به بیماری کرد، این مسابقه رخ نداد. این مسابقه بعداً در یکی دیگر از شو های اسمکدان به عنوان یک مسابقه "Good Fashioned Donnybrook" برنامه ریزی شد، که مکینتایر برنده شد.
در سامراسلم، رومن رینز قهرمان بلامنازع کمربند دبلیودبلیوئی و یونیورسال از عنوان خود در یک مسابقه Last Man Standing در برابر براک لزنر دفاع کرد، بنابراین تایید شد که رینز مدافع عنوان قهرمانی در برابر مکینتایر در کلش ات د کسل قرار خواهد گرفت.

## نتایج
| #                                                                                                 | نتایج | نوع مسابقه                                                               | مدت زمان |
| ------------------------------------------------------------------------------------------------- | --- | ------------------------------------------------------------------------ | -------- |
| ۱پ                                                                                                | مدکب ماس و استریت پروفیتس (آنجلو داوکینز و مونتز فورد) پیروز در مقابل آستین تئوری و آلفا آکادمی (چد گیبل و اوتیس)   | مسابقه تگ تیم شش نفره                                                    | ۶:۲۹     |
| ۲                                                                                                 | بیلی و داکوتا کای و آیو شیرای پیروز در مقابل بیانکا بلر و الکسا بلیس و آسکا                                         | مسابقه تگ تیم شش نفره                                                    | ۱۸:۴۴    |
| ۳                                                                                                 | گانتر (c) (با همراهی لودویگ کایسر و جیووانی وینچی) پیروز در مقابل شیمس (با همراهی بوچ و ریج هالند)                  | مسابقه تک نفره برای قهرمانی کمربند بین قاره ای دبلیودبلیوئی              | ۱۹:۳۳    |
| ۴                                                                                                 | لیو مورگان (c) پیروز در مقابل شینا بزلر                                                                             | مسابقه تک نفره برای قهرمانی کمربند زنان اسمک‌داون دبلیودبلیوئی            | ۱۱:۰۲    |
| ۵                                                                                                 | ادج و ری میستریو (با همراهی دامینیک میستریو) پیروز در مقابل جاجمنت دی (فین بلر و دیمین پریست) (با همراهی ریا ریپلی) | مسابقه تگ تیم                                                            | ۱۲:۳۵    |
| ۶                                                                                                 | ست رولینز پیروز در مقابل مت ریدل                                                                                    | مسابقه تک نفره                                                           | ۱۷:۲۲    |
| ۷                                                                                                 | رومن رینز (c) پیروز در مقابل درو مکینتایر                                                                           | مسابقه تک نفره برای قهرمانی هر دو کمربند یونیورسال و کمربند دبلیودبلیوئی | ۳۰:۴۷    |
| - (c) – نشان‌دهنده قهرمان(هایی) است که به میدان می‌روند - پ – نشان‌دهنده این است که مسابقه در پری–شو | |                                                                          |          |